# Tercer tractat romanocartaginès
Se sap ben poca cosa sobre el moment de la firma, el contingut o l'existència del tercer tractat romanocartaginès, també conegut com a tractat de Filinus, el qual (probablement) delimitava les esferes d'influència de la República Romana i Cartago, però del qual només hi ha descripcions incertes.
Tit Livi ens informa sobre l'existència d'un tractat l'any 306 aC (Liv. 9,43,26). Aquest tractat bé es podria tractar del tractat de Filinus. No obstant això, Polibi sosté que el tractat del qual ens informa l'historiador sicilià Filinus d'Acragas mai no va existir (Pol. 3,26,2). Ja que, si fos així, se'n podrien trobar proves a l'Aerarium. Tot i arribar a la conclusió que el tractat no va existir, en coneixem el (presumpte) contingut gràcies a ell. En resum, el tractat deia que els cartaginesos s'havien de mantenir lluny d'Itàlia i els romans lluny de Sicília.
Amb la declaració de la Primera Guerra Púnica, s'entén que Roma va trencar el seu jurament. Per això Polibi atribuí a Filinus, el qual escrivia des de la perspectiva cartaginesa, ignorància i parcialitat. El seu principal argument era que aquest document era impossible de trobar. Aquest fet es presenta problemàtic, ja que Livi i Servius també tenien coneixement d'un conveni entre ambdós estats. En aquest tractat, les potències es prohibien recíprocament desembarcar en les costes de l'altra. Es considera a Polibi com un historiador fidel, per la qual cosa pot ser que no trobés el tractat. Però també és ben possible que hi hagués hagut una neteja posterior dels arxius, per tal de lliurar a Roma o reduir la culpa de Roma en l'inici de la guerra. En un principi, sembla possible que entre el segon i el quart tractat hi hagués hagut el tractat esmentat per Filinus. Ja que si a Cartago li hagués estat permès d'intervenir en costes italianes (tal com diu el segon tractat), aleshores no seria comprensible per què s'esmenta explícitament al quart tractat el permís d'intervenir contra Pirrus.
De tota manera, no són pocs els historiadors moderns que dubten sobre la historicitat del tractat (en apel·lació a Polibi). Ja que si s'hagués arribat a una regulació de les esferes d'influència, aleshores les diferents modalitats de tractat conegudes, potser pel mal estat de les fonts entre altres raons, no podrien ser aclarides amb total seguretat.